# 山督星
山督星（Santokh Singh，1952年06月22日—），马来西亚足球运动员。他参加了1972年慕尼黑奥林匹克运动会和1980年莫斯科奥林匹克运动会。他与蘇進安都是当时马来西亚国家足球队重要的后防队员。